# Dysstroma manitoba
Dysstroma manitoba är en fjärilsart som beskrevs av Mcdunnough 1939. Dysstroma manitoba ingår i släktet Dysstroma och familjen mätare. Inga underarter finns listade i Catalogue of Life.